# John W. Williams (historiador)
John W. Williams (Memphis, 25 de febrero de 1928 – 6 de junio de 2015) fue un historiador del arte estadounidense experto en códices y arte medieval español, catedrático emérito de la Universidad de Pittsburg.

## Biografía
Doctorado en Historia del Arte por la Universidad de Michigan, se trasladó en 1960 a Pensilvania para enseñar. En 1972 es nombrado profesor de la Universidad de Pittsburgh en cuyo Departamento de Bellas Artes trabajará durante 35 años.
Fue profesor de Andrew W. Mellon de Historia del Arte y Arquitectura y finalmente Profesor Emérito de Arte y Arquitectura Medievales, ambos en la Universidad de Pittsburgh.
Fue miembro de la Academia Medieval de América así como asesor especialista del Museo Metropolitano de Arte de Nueva York.
Tras su fallecimiento, sus cenizas fueron depositadas en la Iglesia de Santa María de Tábara.

## Obra
Es autor de numerosos trabajos sobre el arte medieval europeo en diversas publicaciones abordando aspectos referidos al arte románico (San Isidoro de León), el Camino de Santiago o los mapas medievales.
Su interés principal sobre el Beato de Liébana le lleva a visitar España en numerosas ocasiones, especialmente la localidad de Tábara donde llegará a impartir una conferencia sobre el scriptorium medieval allí localizado.
- Manuscrits espagnols du Haut Moyen Âge. Chêne, 1977. ISBN 2-85108-147-0
- A Spanish Apocalypse: The Morgan Beatus Manuscript. George Braziller y Pierpont Morgan Library, 1991. ISBN 978-0-80761-262-0. Escrito junto con la analista codicológica Barbara Ann Shailor.
- The Art of Medieval Spain. Metropolitan Museum of Art, 1993. ISBN 978-0-8109-6433-4

- The Illustrated Beatus. A corpus of the illustrations of the commentary on the Apocalypse Londres, Harvey Miller, 1994-2003, es la obra más conocida de Williams una obra de cinco volúmenes. Se convirtió en la película documental Beatus: The Spanish Apocalypse, realizado por los cineastas Murray Grigor y Hamid Shams.[1][5][6]
- Imaging the Early Medieval Bible. Penn State University Press, 1998. ISBN 978-0-271-02169-0
- Fragmentos de los beatos (2009) publicado en España y en latín junto con Ana Suárez González. ISBN 978-84-95767-84-4
- El scriptorium de Tábara, cuna del renacimiento de los beatos. Centro de Estudios Benaventanos "Ledo del Pozo", 2011. Traducción de Fernando Regueras Grande. ISBN 978-84-938160-5-6
- Visions of the End in Medieval Spain. Amsterdam University Press, 2017.ISBN 978-94-6298-062-4
  - Los beatos ilustrados en la España medieval: estudio y catálogo. Centro de Estudios Benaventanos "Ledo del Pozo", 2020. Traducción de Caridad San Jorge Rodríguez. ISBN 978-84-122457-1-4

## Premios y homenajes
- En 2015, a título póstumo, fue nombrado Hijo Adoptivo de Tábara y recibió el Tabarés del Año. El profesor dejó estipulado que sus cenizas descansaran en Tábara.